# Lomas del Pedregal, delstaten Mexiko
Lomas del Pedregal är en ort i Mexiko, tillhörande kommunen Tlalmanalco i delstaten Mexiko. Lomas del Pedregal ligger i den centrala delen av landet och tillhör Mexico Citys storstadsområde. Orten hade 121 invånare vid folkräkningen 2010.